# Stopes Patera
La Stopes Patera è una struttura geologica della superficie di Venere.